# Glossamia trifasciata
Glossamia trifasciata är en fiskart som först beskrevs av Weber, 1913.  Glossamia trifasciata ingår i släktet Glossamia och familjen Apogonidae. Inga underarter finns listade i Catalogue of Life.